# Cyclophora signata
Cyclophora signata är en fjärilsart som beskrevs av Edward Alfred Cockayne. Cyclophora signata ingår i släktet Cyclophora och familjen mätare. Inga underarter finns listade i Catalogue of Life.